# Acru
Acru (în engleză acre) este o unitate de măsură a suprafeței, egală cu aproximativ 4047 m2, folosită cu precădere în țările de limbă engleză, foste colonii sau nu ale Angliei sau ale Marii Britanii.

## Descriere
Un acru echivalează cu exact 0,0015625 mile pătrate, 4840 yarzi pătrați, 43 560 picioare pătrate sau aproximativ cu 4046 m2. Ca unitate de măsură, un acru este o suprafață egală cu 43 560 picioare pătrate, indiferent de forma parcelei.

## Utilizare

### În țările de limbă engleză
Acrul este folosit cu precădere în Statele Unite ale Americii, dar a fost istoric folosit și în Australia, Canada, Noua Zeelandă și Regatul Unit.

### În Asia de Sud
În India, și mai ales în partea sa de sud, suprafețele dedicate locuitului se măsoară în cent (plural, cenți) sau decimă (plural, decime), care reprezintă o sutime, respectiv o zecime de acru, sau echivalentul a 435,60 ft2, respectiv a 4356 ft2. În Sri Lanka, acrul este divizat în 160 de perches sau în 4 rod.

## Echivalența unor unități de lungime
- 1 lanț (în engleză chains) = 66 picioare = 22 yarzi = 4 rods = 100 links
- 1 furlong = 10 lanțuri = 220 yarzi

## Echivalența acrului cu alte unități de suprafață
Un acru internațional este echivalent cu:
- 4046,856 422 4 metri pătrați, sau cu
- 0,404 685 642 24 hectare

Un acru folosit în Statele Unite ale Americii este egal cu:
- 4046,872 61 metri pătrați
- 0,404 687 261 hectare

1 acru (indiferent de varietate) este egal cu următoarele unități de măsură imperiale:
- 66 picioare × 660 picioare (43 560 picioare pătrate)
- 10 lanțuri pătrate
- 1 acru este aproximativ 208,71 picioare × 208,71 picioare (ca pătrat)
- 4840 yarzi pătrați
- 43 560 picioare pătrate
- 160 perches. Un perch este echivalent cu un rod pătrat (1 rod pătrat = 0,006 25 acri)
- 4 rod
- Un dreptunghi cu lungime de un furlong și lățime de un lanț, adică un dreptunghi de 40 rod pe 4 rod, deci cu suprafața de 160 rod2 (istoric, în Statele Unite, gardurile de împrejmuit proprietățile erau vândute în lungimi de 40 rod = 1 furlong)
- 1⁄640 (0,001 562 5) mile pătrate (1 milă pătrată este egală cu 640 acri)